# قائمة الكواكب الصغيرة والمذنبات التي زارتها مركبات فضائية
تسرد الجداول التالية قائمة بجميع الكواكب الصغيرة والمذنبات التي زارتها مركبات فضائية حتى الآن.

## قائمة الكواكب الصغيرة التي زارتها مركبة فضائية
| الكوكب الصغير | الكوكب الصغير | الكوكب الصغير         | الكوكب الصغير | المسبار الفضائي                  | المسبار الفضائي       | المسبار الفضائي       | المسبار الفضائي       | المسبار الفضائي |
| الاسم | صورة          | الأبعاد (كيلومتر) (a) | سنة الإكتشاف  | الاسم                            | أقرب مسافة اقتراب منه | أقرب مسافة اقتراب منه | أقرب مسافة اقتراب منه | ملاحظات |
| الاسم | صورة          | الأبعاد (كيلومتر) (a) | سنة الإكتشاف  | الاسم                            | عام                   | بالكيلومتر            | بأنصاف الأقطار (b)    | ملاحظات |
| --- | ------------- | --------------------- | ------------- | -------------------------------- | --------------------- | --------------------- | --------------------- | --- |
| 1 سيريس |               | 952                   | 1801          | داون (مسبار فضائي)               | 2015–present          | 200approx. (planned)  | 0.42                  | أول صورة مقربة لسيريس تم التقاطها في ديسمبر 2014؛ دخل المسبار المدار في مارس 2015؛ أول كوكب قزم زارته مركبة فضائية، أكبر كويكب زارته مركبة فضائية                                 |
| 4 فيستا |               | 529                   | 1807          | داون (مسبار فضائي)               | 2011–2012             | 200approx.            | 0.76                  | دار المسبار الفضائي في مدار يوم 5 سبتمبر 2012، وتوجه إلى سيريس. أول "الكويكبات الأربعة الأكبر " زارته مركبة فضائية، أكبر كويكب زارته مركبة فضائية في ذلك الوقت                    |
| 21 لوتيتيا |               | 120×100×80            | 1852          | روزيتا                           | 2010                  | 3,162                 | 64.9                  | تحليق في 10 يوليو 2010. أكبر كويكب زارته مركبة فضائية في ذلك الوقت |
| 243 إيدا |               | 56×24×21              | 1884          | غاليليو (مسبار فضاء)             | 1993                  | 2,390                 | 152                   | تحليق. اكتشاف داكتيل؛ أول كويكب مع قمر زارته مركبة فضائية، أكبر كويكب زارته المركبة الفضائية في ذلك الوقت                                                                         |
| 253 ماتيلدا |               | 66×48×46              | 1885          | ملتقي الكويكبات القريبة من الأرض | 1997                  | 1,212                 | 49.5                  | تحلبق قريب .أكبر كويكب زارته مركبة فضائية في ذلك الوقت |
| 433 إروس |               | 34×11×11              | 1898          | ملتقي الكويكبات القريبة من الأرض | 1998–2001             | 0                     | 0                     | 1998 التحليق القريب. 2000 المدار (أول كويكب درس من المدار). 2001 الهبوط؛ أول هبوط على كويكب، أول كويكب الأول تدور حولة مركبة فضائية، أول كويكب بالقرب من الأرض زارته مركبة فضائية |
| 951 غاسبرا |               | 18.2×10.5×8.9         | 1916          | غاليليو (مسبار فضاء)             | 1991                  | 1,600                 | 262                   | تحليق قريب. أول كويكب زارته مركبة فضائية |
| 2867 شتينز |               | 4.6                   | 1969          | روزيتا                           | 2008                  | 800                   | 302                   | تحليق قريب. أول كويكب تزورة وكالة الفضاء الأوروبية |
| 4179 توتاتيس |               | 4.5×~2                | 1934          | تشانغ آه-2                       | 2012                  | 3٫2                   | 0.70                  | تحليق قريب; أقرب تحليق من كويكب، أول كويكب يزور مسبار صيني |
| 5535 أنيفرانك |               | 4.0                   | 1942          | ستارداست (مسبار فضائي)           | 2002                  | 3,079                 | 1230                  | تحليق قريب |
| 9969 برايل |               | 2.2×0.6               | 1992          | ديب سبيس 1                       | 1999                  | 26                    | 12.7                  | تحليق قريب. تلاة تحليق بالقرب من المذنب بوريلي. فشل، فقد المسبار أثناء الإقتراب                                                                                                   |
| 25143 إيتوكاوا |               | 0.5×0.3×0.2           | 1998          | هايابوسا                         | 2005                  | 0                     | 0                     | هبطت؛ واعادت عينات غبار إلى الأرض في عام 2010 - أول بعثة اعادت عينة من كويكب. أصغر كويكب زارته مركبة فضائية، وهو أول كويكب زارته مركبة فضائية غير تابعة لوكالة ناسا.              |
| 134340 بلوتو |               | 2,370                 | 1930          | نيو هورايزونز                    | 2015                  | 12٬500                | 10.5                  | اتحليق قريب. أول جرم وراء نبتوني يزار، وأبعد جرم زارته مركبة فضائية حتى الآن |
| ملاحظات: a يمكن وصف أبعاد الكوكب الصغير بالمحاور x و y و z بدلا من (متوسط) القطر بسبب شكله الغير الكروي والغير منتظم. b مسافة الاقتراب الأصغر تحدد بمضاعفات متوسط نصف قطر الكوكب الصغير · الترتيب الافتراضي للقائمة:تصاعدي، من خلال تسمية الكوكب الصغير |               |                       |               |                                  |                       |                       |                       | |

## قائمة المذنبات التي زارتها مركبة فضائية
| المذنب | المذنب                   | المذنب           | المذنب                   | المسبار الفضائي                | المسبار الفضائي       | المسبار الفضائي       | المسبار الفضائي                                 | المسبار الفضائي |
| الاسم | صورة                     | الأبعاد (كم) (a) | سنة الإكتشاف             | الاسم                          | مسافة الاقتراب الأصغر | مسافة الاقتراب الأصغر | مسافة الاقتراب الأصغر                           | ملاحظات |
| الاسم | صورة                     | الأبعاد (كم) (a) | سنة الإكتشاف             | الاسم                          | عام                   | بال كم                | بأنصاف الأقطار (b)                              | ملاحظات |
| --- | ------------------------ | ---------------- | ------------------------ | ------------------------------ | --------------------- | --------------------- | ----------------------------------------------- | --- |
| مذنب جياكوبيني-زينر |                          | 2                | 1900                     | مستكشف المذنبات الدولي         | 1985                  | 7,800                 | 7,800                                           | أول تحليق قريب من مذنب |
| مذنب هالي |                          | 15×9             | معروف منذ العصور القديمة | فيغا 1                         | 1986                  | 8,889                 | 1,620                                           | تحليق قريب |
| مذنب هالي | فيغا 2                   | 15×9             | معروف منذ العصور القديمة | 1986                           | 8,030                 | 1,460                 | تحليق قريب (منخفض)                              | |
| مذنب هالي | سويسي                    | 15×9             | معروف منذ العصور القديمة | 1986                           | 151,000               | 27,450                | تحليق بعيد                                      | |
| مذنب هالي | ساكيجاك                  | 15×9             | معروف منذ العصور القديمة | 1986                           | 6,990,000             | 1,270,747             | تحليق بعيد                                      | |
| مذنب هالي | جيوتو                    | 15×9             | معروف منذ العصور القديمة | 1986                           | 596                   | 108                   | تحليق قريب; ول صور مباشرة لنواة مذنب            | |
| مذنب غريغ-سكيليروب |                          | 2.6              | 1902                     | جيوتو                          | 1992                  | 200                   | 154                                             | تحليق قريب |
| بوريلي |                          | 8×4×4            | 1904                     | ديب سبيس 1                     | 2001                  | 2,171                 | 814                                             | تحليق قريب; مسافة الاقتراب الأصغر في سبتمبر 2001 عندما دخل المسبار الذؤابة                                                            |
| ويلد 2 |                          | 5.5×4.0×3.3      | 1978                     | ستارداست                       | 2004                  | 240                   | 113                                             | تحليق قريب; أول أعادة عينات من مذنب إلى الأرض (2006)                                                                                  |
| تمبل 1 |                          | 7.6×4.9          | 1867                     | ديب إمباكت                     | 2005                  | 500                   | 80                                              | تحليق قريب; إصطدام موجة |
| تمبل 1 | قذيفة ديب إمباكت         | 7.6×4.9          | 1867                     | 2005                           | 0                     | 0                     | الهبوط) الأول على مذنب                          | |
| تمبل 1 | ستارداست                 | 7.6×4.9          | 1867                     | 2011                           | 181                   | 57.9                  | تحليق قريب; تصوير الحفرة التي أحدثها ديب إمباكت | |
| مذنب مكنوت |                          | ?                | 2006                     | يوليوس                         | 2007                  | 260 million           | ?                                               | جولة غير متوقعة خلال ذيل المذنب. والكشف عن الكيمياء المعقدة.خفضت المهمة سرعة الرياح الشمسية إلى النصف عما كان متوقعا.                 |
| هارتلي 2 |                          | 1.4              | 1986                     | إيبوكسي (كانت مهمة تصادم سطحي) | 2010                  | 700                   | 1,000                                           | تحليق قريب; أصغر مذنب تتم زيارتة |
| تشوري |                          | 4.1×3.3×1.8      | 1969                     | روزيتا                         | 2016                  | 0                     | 0                                               | أول مسبار في مدار حول مذنب (نوفمبر 2014);2016 الهبوط على سطح المذنب ; إلتقاط صور بدقة (11 سم / بكسل) في ربيع 2015 بواسطة نظام أوزيريس |
| تشوري | فيلة (مسبار هبوط روزيتا) | 4.1×3.3×1.8      | 1969                     | 2014                           | 0                     | 0                     | أول هبوط آمن على مذنب (نوفمبر 2014)             | |
| ملاحظات: a يمكن وصف أبعاد المذنب بالمحاور x و y و z بدلا من (متوسط) القطر بسبب شكله الغير الكروي والغير منتظم. b مسافة الاقتراب الأصغر تحدد بمضاعفات متوسط نصف قطر المذنب · الترتيب الافتراضي للقائمة:تنازلي، من أول زيارة إلى مذنب |                          |                  |                          |                                |                       |                       |                                                 | |

## الزيارات المخطط لها

### كواكب صغيرة من المتوقع زيارتها بواسطة مسابر فضائية
يبين الجدول التالي كواكب صغيرة من المقرر أن تزورها مركبة فضائية. ومن المقرر أن تقوم المركبة الفضائية لوسي التابعة لوكالة ناسا بجولة حول عدد من الطروادات المشترية وكويكب واحد في حزام الكويكبات بين عامي 2025 و 2033 .
| الاسم                        | القطر(a) (كم) | تاريخ الإكتشاف | المركبة       | المنظمة                | سنة الزيارة | ملاحظات                                     |
| ---------------------------- | ------------- | -------------- | ------------- | ---------------------- | ----------- | ------------------------------------------- |
| 16 سايكي                     | 186           | 1852           | سايكي         | ناسا                   | 2026        | مدار مخطط في المستقبل                       |
| 617 باتروكلوس                | 141           | 1906           | لوسي          | ناسا                   | 2033        | طروادة مشترية (معسكر طروادة)                |
| 3548 أوريباتيس               | 72            | 1973           | لوسي          | ناسا                   | 2027        | طروادة مشترية (المعسكر اليوناني)            |
| 11351 ليوكوس                 | 42            | 1997           | لوسي          | ناسا                   | 2028        | (المعسكر اليوناني)                          |
| 15094 بوليمل                 | 21            | 1999           | لوسي          | ناسا                   | 2027        | طروادة مشترية (المعسكر اليوناني)            |
| 21900 أوروس                  | 53            | 1999           | لوسي          | ناسا                   | 2028        | طروادة مشترية (المعسكر اليوناني)            |
| 52246 دونالدجوهانسون         | 4             | 1981           | لوسي          | ناسا                   | 2025        | حزام الكويكبات - الداخلي                    |
| 65803 ديديموس                | 1             | 1996           | آيدا          | وكالة الفضاء الأوروبية | 2022        | مقترحة                                      |
| 101955 بينو                  | 0.5           | 1999           | أوسايرس-ركس   | ناسا                   | 2020        | هبوط مخطط في المستقبل                       |
| 162173 ريوغو                 | 1             | 1999           | هايابوسا 2    | جاكسا                  | 2018        | يونيو 2018 - ديسمبر 2019. هبوط وجمع عينات . |
| 4869582014 MU                | 35            | 2014           | نيو هورايزونز | ناسا                   | 2019        | تحليق قريب– 1 يناير2019                     |
| (a) الأقطار المحددة تقديرات. |               |                |               |                        |             |                                             |

### قائمة بالكواكب الصغيرة المستهدفة سابقا
| الاسم               | القطر (كم) | تاريخ الإكتشاف  | المركبة                 | السنة     | ملاحظات                                    |
| ------------------- | ---------- | --------------- | ----------------------- | --------- | ------------------------------------------ |
| 140 سيوة            | 103        | أكتوبر 13, 1874 | روزيتا                  | 2007      | تم تغيير الهدف بسبب تأجيل الإطلاق          |
| 145 أديونا          | 151        | يونيو 3, 1875   | داون                    | 2016      | هدف متخلى عنه                              |
| 449 هامبورغا        | 86         | أكتوبر 31, 1899 | كراف                    | 1998      | تم إلغاء المهمة                            |
| 1620 جيوغرافوس      | 5.1×1.8    | سبتمبر 14, 1951 | كليمنتين                | 1995      | فشلت البعثة قبل إعادة توجيهها              |
| 2019 فان ألبادا     | n.a.       | سبتمبر 28, 1935 | NEAR                    | 1998      | هدف متخلى عنه                              |
| 2530 شيبكا          | n.a.       | يوليو 9, 1978   | روزيتا                  | 2007      | تغيير الهدف الثانوي لمسار أفضل             |
| 2703 روداري         | n.a.       | مارس 29, 1979   | روزيتا                  | 2007      | تخطيط مبكر للبعثة ولكن لم يتم اختياره كهدف |
| 3352 مكوليف         | 2–5        | فبراير 6, 1981  | ديب سبيس 1              | 1998      | هدف متخلى عنه                              |
| 3840 ميمستروبيل     | n.a.       | أكتوبر 9, 1980  | روزيتا                  | 2007      | تم تغيير الهدف                             |
| 4015 ولسون-هارنغتون | 4          | نوفمبر 19, 1949 | ديب سبيس 1 هايابوسا مك2 | 1999 2022 | هدف متخلى عنه, تم إلغاء المهمة             |
| 4660 نيريوس         | ~1         | فبراير 28, 1982 | كاشف الكويب هايابوسا    | 1997      | هدف متخلى عنه                              |
| 4979 أوتاوارا       | 5.5        | أغسطس 2, 1949   | روزيتا                  | 2007      | تم تغيير الهدف بسبب تأجيل الإطلاق          |
| (10302) 1989 ML     | n.a.       | يونيو 29, 1989  | هايابوسا                | 2002      | هدف متخلى عنه                              |
| (163249) 2002 GT    | n.a.       | أبريل 3, 2002   | ديب إمباكت              | 2020      | فقد الإتصال مع المركبة                     |
| (185851) 2000 DP107 | ~0.8       | فبراير 29, 2000 | بروسيون                 | 2016      | فشل محرك الأيون في مدار شمسي المركز        |

## اقرأ أيضا
- هايابوسا 2 مركبة فضائية